# Altenrath
Altenrath è uno dei dodici quartieri di Troisdorf, nel circondario tedesco del Reno-Sieg, nel Bundesland della Renania Settentrionale-Vestfalia.
Fino al 1969 Altenrath fu un comune autonomo.

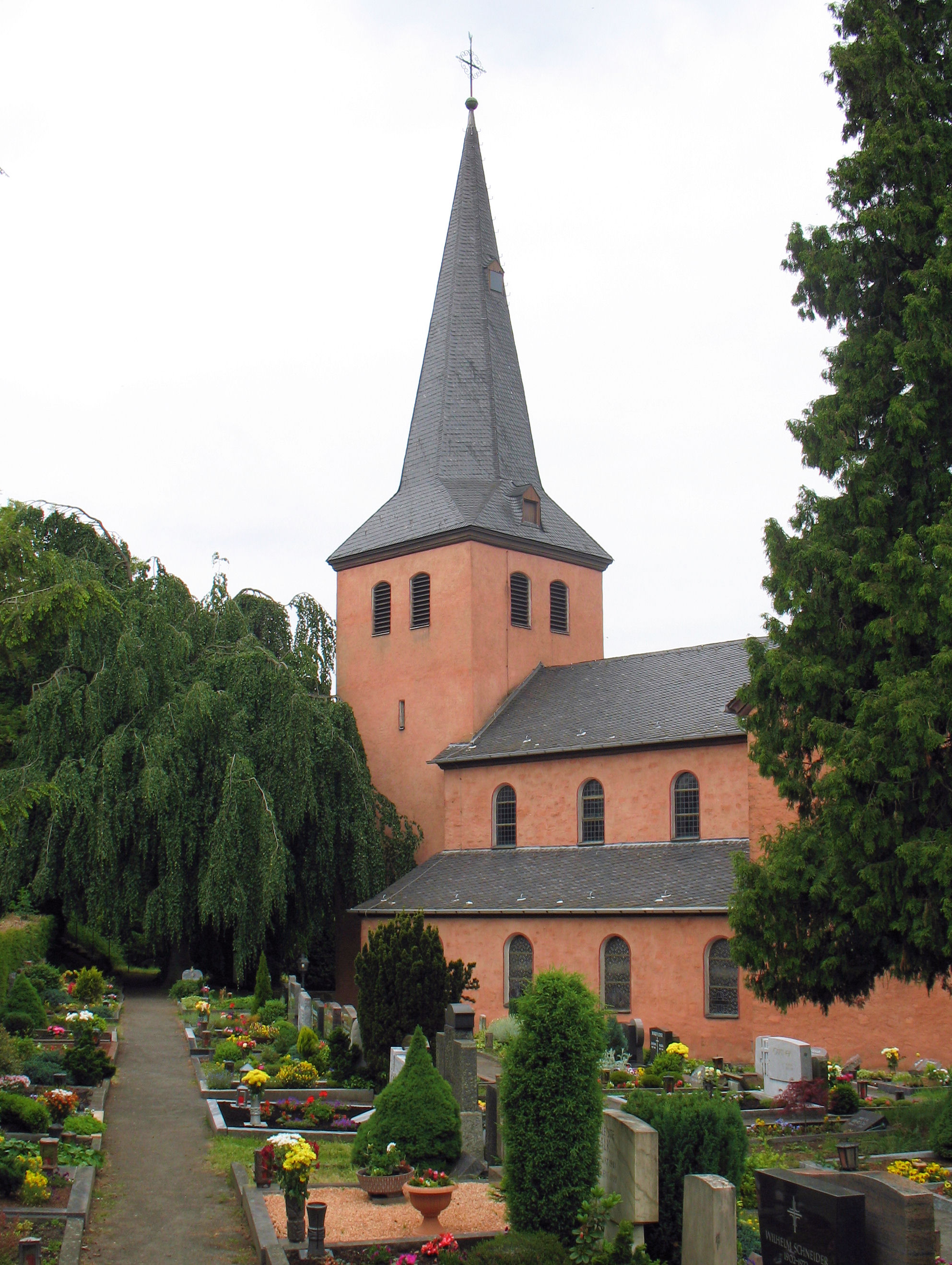
La chiesa di San Giorgio

## Posizione
Il quartiere si trova a circa cinque chilometri a nord di Troisdorf-Mitte, il centro della città, quindi al limite del Naturschutzgebiet (ovvero un'area naturale protetta) Wahner Heide (parte dell'agglomerato territoriale di Colonia), sul confine comunale di Lohmar.